# 민경민
민경민(한국 한자: 閔庚民, 1996년 6월 4일 ~ )은 대한민국의 축구 선수이며, 포지션은 미드필더이다.

## 수상 내역
- U리그 우승: 2016